# Soboš
Soboš es un municipio del distrito de Svidník en la región de Prešov, Eslovaquia, con una población estimada a final del año 2024 de 141 habitantes.
Se encuentra ubicado en el centro-norte de la región, cerca del río Ondava (cuenca hidrográfica del río Tisza) y de la frontera con  Polonia.

## Demografía
| Año        | 1994 | 2004    | 2014    | 2024    |
| ---------- | ---- | ------- | ------- | ------- |
| Población  | 144  | 132     | 140     | 141     |
| Diferencia |      | −8,33 % | +6,06 % | +0,71 % |

| Año        | 2023 | 2024    |
| ---------- | ---- | ------- |
| Población  | 138  | 141     |
| Diferencia |      | +2,17 % |